# Nguyễn Vũ (nhạc sĩ)
Nguyễn Vũ (tên khai sinh: Nguyễn Tuấn Khanh, sinh năm 1944) là một nhạc sĩ người Việt Nam nổi tiếng với ca khúc "Bài thánh ca buồn". Khi sáng tác nhạc ông còn ký một nghệ danh khác là Anh Thái. Ngoài ra ông còn có quan hệ họ hàng với nhạc sĩ Đức Huy.

## Tiểu sử
Nhạc sĩ Nguyễn Vũ sinh ra tại Hà Nội nhưng suốt thời niên thiếu ông sống ở Đà Lạt. Từ nhỏ, ông đã chơi được nhiều nhạc cụ như guitar, harmonica, piano,... và hát cho ban thiếu nhi của Đài Phát thanh Đà Lạt. Năm 12 tuổi, ông đoạt giải nhất đơn ca thiếu nhi của đài.
Năm 1958, ông cùng gia đình chuyển vào Sài Gòn. Năm 1965, Nguyễn Vũ có tác phẩm đầu tay là ca khúc "Một loài chim biển" nhưng cho đến hai năm sau ông mới được giới mộ điệu biết đến nhiều qua loạt ca khúc có từ "cuối", đó là "Lời cuối cho em", "Nhìn nhau lần cuối" (ký Anh Thái), "Bài cuối cho người tình" do ca sĩ Elvis Phương trình bày. Năm 1972, ông cho ra đời ca khúc "Bài thánh ca buồn".
Sau năm 1975, Nguyễn Vũ là cán bộ văn thể mỹ của Xí nghiệp Dược phẩm Trung ương 22. Từ khoảng năm 1990 đến nay, ông mở lớp nhạc tại nhà ở quận Tân Bình, Thành phố Hồ Chí Minh, thỉnh thoảng viết nhạc bán cho các trung tâm.

## "Bài thánh ca buồn"
Ca khúc nổi tiếng này kể về kỷ niệm mối tình đơn phương năm 14 tuổi của Nguyễn Vũ với một cô gái lúc ở Đà Lạt. "Bài thánh ca buồn" được viết vào tháng 10 năm 1972 tại Sài Gòn và ngay lập tức được hãng dĩa hát Sơn Ca mua độc quyền, ca sĩ Thái Châu là người đầu tiên thể hiện, có trong băng Sơn Ca 3. "Bài thánh ca buồn" là một trong những bản nhạc được yêu thích trong các album nhạc Giáng Sinh từ đó cho đến nay.

## Tác phẩm
Hơn 1/3 tác phẩm của Nguyễn Vũ là viết về biển vì ông rất thích biển cả.
- "Áo tím mùa thu"
- "Bài cuối cho người tình" (1972)
- "Bài thánh ca buồn"
- "Biển tím"
- "Chuyện loài cỏ đêm"
- "Chuyện tình công chúa"
- "Đêm kỷ niệm"
- "Đi tìm kỷ niệm" (ký Anh Thái)
- ''Định nghĩa một động từ'' (ký Anh Thái)
- "Đoạn cuối cho cuộc tình"
- "Ga chiều phố nhỏ[4]"
- "Gửi em đất liền[5]"
- "Hai mùa lá rơi"
- "Huyền thoại chiều mưa" (1967)
- "Khi mình xa nhau"[6] (1971)
- "Kỷ niệm xa bay"
- "Lá me bay"[7]
- "Lời cuối cho em 1, 2" (1967)
- "Mây trắng"
- "Một đêm hải hành"[8] (1966)
- "Một loài chim biển" (1966)
- "Mùa đông về chưa em"
- "Người về từ biên giới"
- "Nhìn nhau lần cuối" (ký Anh Thái)
- "Những mùa xuân chinh chiến"
- "Sao rơi trên biển" (1967)
- "Tà áo trong mưa"
- "Thoáng giấc mơ qua"
- "Tiếng hát thiên thần"
- "Vùng biển trời và màu áo em[9]"
- "Vùng trời mây tím"